# Alcohol Fueled Brewtality
Alcohol Fueled Brewtality utkom 2001 och är ett livealbum av heavy metal-bandet Black Label Society. Det består av två skivor, varav den första är inspelad live och den andra innehåller fem studioinspelade spår, däribland covers på Neil Youngs "Heart of Gold" och Black Sabbaths "Snowblind".
Albumet är det första med gruppen som trummisen Craig Nunenmacher medverkar på.

## Låtlista
CD 1
1. "Intro/Low Down" - 5:23
2. "Low Down" - 4:06
3. "13 Years of Grief" - 5:00
4. "Stronger Than Death" - 3:55
5. "Super Terrorizer" - 5:19
6. "Phoney Smiles and Fake Hellos" - 4:33
7. "Lost My Better Half" - 4:44
8. "Bored to Tears" - 4:07
9. "A.N.D.R.O.T.A.Z." - 4:26
10. "Born to Booze" - 4:42
11. "World of Trouble" - 5:59
12. "No More Tears" - 9:14
13. "The Beginning... At Last" - 6:05

CD 2
1. "Heart of Gold" - 3:14
2. "Snowblind" - 6:59
3. "Like a Bird" - 4:36
4. "Blood in the Wall" - 4:44
5. "The Beginning... At Last" - 4:31

## Medverkande
- Zakk Wylde - sång, gitarr (bas och piano på skiva 2)
- Nick Catanese - gitarr (enbart skiva 1)
- Steve Gibb - bas (enbart skiva 1)
- Craig Nunenmacher - trummor